# Rotrud
Rotrud (Hruodtrud) (* wohl 775; † 6. Juni 810) war die älteste Tochter Karls des Großen aus seiner Ehe mit Hildegard. Rotrud hatte acht Geschwister, darunter die Schwestern Bertha und Gisela sowie zwei weitere Schwestern (Adelheid und Hildegard), welche im Kleinkindalter starben, und die Brüder Karls späteren Nachfolger Ludwig, Karl, Pippin, der zunächst Karlmann hieß, und den früh verstorbenen Lothar.
781 wurde sie auf Betreiben der byzantinischen Kaiserin Irene mit Konstantin VI. verlobt. Rotrud wurde vom Eunuchen Elissaios im Griechischen unterrichtet. Die Hochzeit kam jedoch nicht zustande und Rotrud blieb mit ihren Schwestern am Hof Karls. Zusammen mit ihren Schwestern begleitete sie ihren Vater zu diversen Festen und Banketten, ebenso wie zu Jagdgesellschaften. Auch bei seiner Kaiserkrönung im Jahr 800 war sie anwesend. Rotrud und ihre Schwestern bildeten zu der Zeit den Mittelpunkt des Hofs. Alkuin widmete ihr und ihrer Tante Gisela seinen Kommentar des Johannesevangeliums.
Aus ihrer Verbindung mit dem neustrischen Adligen Rorico (auch Rorich), später Graf von Maine, vorher Graf von Rennes, entstammte Ludwig (* um 800; † 867), der spätere Abt von Saint-Denis (Rorgoniden).